# 串田アキラ
串田 アキラ（くしだ アキラ、1946年10月17日 - ）は、日本の歌手。本名は串田 晃（読み同じ）で、1980年代後半から2000年代にかけては本名名義で活動していた。愛称「クッシー」。神奈川県横浜市出身。

## 来歴
1969年、「からっぽの青春」で東芝EXPRESSレーベルよりデビュー。
同年結成されたNHKのヤング101に第一期生として加入し、翌1970年1月10日からNHK総合テレビジョンで放送が開始された音楽番組『ステージ101』の初期の出演メンバーとして活動した。
1979年公開の映画『マッドマックス』の日本版エンディング「Rollin' Into The Night」の主題歌を歌唱。同曲を聴いた作曲家の渡辺宙明に声を気に入られ、1981年に特撮テレビドラマ『太陽戦隊サンバルカン』の主題歌を担当する。
以後、『宇宙刑事ギャバン』『キン肉マン』をはじめとする数多くのアニメ・特撮の主題歌や挿入歌を歌い、アニソン歌手としての地位を確立した。また、CMソングも多数歌っており、特に富士サファリパークのCMソングは30年以上にわたりオンエアされ続けている。
2003年7月には、影山ヒロノブらとともにブラジルのアニメイベント｢ANIME FRIENDS｣に参加。以降、海外でのアニメ・特撮関係のライブイベントに精力的に参加している。2006年には新たにバンド「SHAFT」を結成した。その後もアニメ・特撮ソングのボーカリストとして第一線で活躍しつつ、R&Bシンガーとしても継続的にライブ活動を行っている。
2010年には、特撮テレビドラマ『仮面ライダーオーズ/OOO』において作中登場アイテム・オーズドライバーの音声を担当。特撮作品では1980年代より主題歌・挿入歌の歌唱で参加してきたが、声優として出演するのは同作が初となった。なお、同作には挿入歌の歌唱（コーラス）としても参加している。
2024年1月23日、急性膵炎による入院が発表された。半年後の7月に退院を報告した。

### 人物
メタルヒーローシリーズにおいては、同シリーズ最多となる計5作品で主題歌を担当している。なお、同年代に活躍したMoJo、宮内タカユキとは特に親交が深い。
ソウルフルで迫力あるハスキーボイスが特徴。変声期に無理に大声を出したことにより、かれ声になったという。もともとはソウル、R&B歌手としてデビューした。
『太陽戦隊サンバルカン』（1981年）の主題歌のレコーディングの際に、ディレクターから「かっこよく歌ってくれ」と指示されるが、子供に向けた格好良さがつかめず、収録には時間がかかったという。その後、『宇宙刑事ギャバン』を経てヒーローには強さや格好良さだけでなく優しさが必要だと確信したと語っている。
富士サファリパークのCMソングは大体「和田アキ子か松崎しげるが歌っている」と勘違いされてしまう。本人は日本テレビの『THEワイド』のインタビューで「声が似ていることについてはあまり自覚していない」と語ってはいるものの、たびたびネタにされる。最近では自らネタにすることもあり、歌う前に「和田アキ子じゃありません！」と冗談交じりに言うこともある。知名度の高さゆえに自分のことを知らない人に対して自己紹介代わりに歌い、歌い終わると「この歌は知っている」と言われることが多い。
仕事を共にする相手の芸歴や年齢に関係なく、敬語を用いて丁寧で紳士的な話し方をするのが特徴。ラジオや雑誌のインタビューなど、歌以外の仕事でその様子を確認できる。その理由について、『アニキン Satellite Radio』（2013年7月6日放送分）にゲスト出演した際にリスナーから質問され、「（自分は）敬意を持って接する方が気持ち良いので、自然とそういう話し方になる」と説明したほか、「ベテランという立場上、こういう話し方は相手を恐縮させてしまうかもしれないが、中々直らない」という趣旨の発言をしている。また、同番組で「2012年のアニソンキングでは、初対面のアーティストたちとの交流を求め、楽屋を回っていた」との旨も発言している。なお、同イベントの出演者の中で、串田はささきいさおに次ぐ年長者・ベテランであるため、共演者としては「大ベテランが挨拶しに来てくれた」という状況だった。『下田麻美の超ラジ!Girls』（#33〈2009年5月18日〉）にゲスト出演した際、ガチガチに緊張している下田麻美に対して極めて丁寧かつ親しげな物腰で接し、「替え歌ステーション」というコーナーでは、自身の持ち歌「キン肉マン Go Fight!」の替え歌を力強く熱唱するなど、柔和でノリの良い人柄を見せている。
『キン肉マン』（1983年）主題歌担当時代から徐々に体を鍛え始め、『トリコ』（2011年）主題歌担当時から本格的にトレーニングメニューを考え、体作りを行っている。当初は原作イメージに負けないためであったが、体重が減ると低音が響かないことに気づき、また筋量を増やすことで歌うことが楽になったという。
2024年1月に急性膵炎で緊急搬送されたとき、腹部に激しい痛みを覚え、意識不明となっていたが、意識が戻ったときには病院に運ばれ、鼻に管を入れられた状態となっていた。ところが無意識のうちにその管を外していたらしく、手を縛られ、かつ絶食・絶飲をさせられたため、体重が30Kg以上も減ってしまったという。その後体力をカバーするために筋力トレーニングと、YouTubeにも公開されたが自らの歌を歌うリハビリテーションをしたという。

## 代表曲

### アニメ
- 疾風ザブングル（1982年、『戦闘メカ ザブングル』OP主題歌） - 串田あきら名義
- 乾いた大地（1982年、『戦闘メカ ザブングル』ED主題歌） - 同上
- キン肉マン Go Fight!（1983年、『キン肉マン』前期OP主題歌）[注釈 1]
- 炎のキン肉マン（1984年、『キン肉マン』中期OP主題歌）
- キン肉マン旋風（センセーション）（1986年、『キン肉マン』後期OP主題歌）
- KA・BU・TO（1990年、『カラス天狗カブト』OP主題歌）
- 神魂合体ゴーダンナー!!（2003年、『神魂合体ゴーダンナー!!』OP主題歌）
- 我が名はゴーダンナー（2004年、『神魂合体ゴーダンナー!! SECOND SEASON』ED主題歌）
- その名はガイキング・ザ・グレート（2005年、『ガイキング LEGEND OF DAIKU-MARYU』挿入歌）
- ライブチェンジしよう!（2008年、『ライブオン CARDLIVER 翔』ED主題歌）
- ガツガツ!!（2011年、『トリコ』OP主題歌）
- 豪食マイウェイ!!（2013年、『トリコ』OP主題歌）[注釈 2]
- オレカ オマエカ 限界バトル!!（2014年、『オレカバトル』OP主題歌）
- 究極の聖戦（2018年、『ドラゴンボール超』挿入歌）
- 銀河道中ヒザクリガー!（2019年、『RobiHachi』挿入歌）
- あっぱれ!ジモトがイチバン!!（2019年、『ジモトがジャパン』主題歌）
- 荒野に咲けよ冒険者たち（2024年、『新米オッサン冒険者、最強パーティに死ぬほど鍛えられて無敵になる。』OP主題歌）
- マキシマム・キズナカイザー爆現!!（2025年、『戦隊レッド 異世界で冒険者になる』挿入歌）

### OVA
- 裂空!学園特捜ヒカルオン（1987年、『学園特捜ヒカルオン』OP主題歌）
- 蒼雷伝説（1989年、『朱鷺色怪魔』挿入歌） - 鈴宮和由とのデュエット
- ENERGY（1989年、『朱鷺色怪魔』二代目ED主題歌） - 鈴宮和由とのデュエット
- 勝利だ! ビッグ・サイトロン（2002年、『ナースウィッチ小麦ちゃんマジカルて』挿入歌）
- Gods（2004年、『新ゲッターロボ』イメージソング）

### 特撮
- 太陽戦隊サンバルカン（1981年、『太陽戦隊サンバルカン』OP主題歌）
- 若さはプラズマ（1981年、『太陽戦隊サンバルカン』前期ED主題歌）
- 1たす2たすサンバルカン（1981年、『太陽戦隊サンバルカン』後期ED主題歌）
- ドラゴン・ロード（1982年、『仮面ライダーZX』イメージソング） - 後に『10号誕生!仮面ライダー全員集合!!』OP主題歌に使用。
- 宇宙刑事ギャバン（1982年、『宇宙刑事ギャバン』OP主題歌） - 後に『宇宙刑事ギャバン THE MOVIE』ED主題歌に使用。
- 宇宙刑事シャリバン（1983年、『宇宙刑事シャリバン』OP主題歌）
- 宇宙刑事シャイダー（1984年、『宇宙刑事シャイダー』OP主題歌）
- 銀河のターザン（1985年、『巨獣特捜ジャスピオン』挿入歌）
- 超惑星戦斗母艦ダイレオン（1985年、『巨獣特捜ジャスピオン』挿入歌）
- パワフルファイター・ジャスピオン（1985年、『巨獣特捜ジャスピオン』挿入歌）
- まぶしいあいつ（1985年、『巨獣特捜ジャスピオン』挿入歌）
- ジライヤ（1988年、『世界忍者戦ジライヤ』OP主題歌） - 串田晃名義
- 機動刑事ジバン（1989年、『機動刑事ジバン』OP主題歌） - 同上
- さばきの雷〜キャプテントンボーグのテーマ〜（1997年、『ビーロボカブタック』挿入歌）
- Super Dream 13（1997年、『ビーロボカブタック』挿入歌）
- a lone wolf 〜銀の戦士〜（2001年、『百獣戦隊ガオレンジャー』挿入歌）
- WIND & THUNDER（2002年、『忍風戦隊ハリケンジャー』挿入歌）
- We are the One 〜僕らはひとつ〜（2003年、『爆竜戦隊アバレンジャー』ED主題歌） - 森の木児童合唱団と歌唱
- ABARE-SPIRIT FOREVER（2003年、『爆竜戦隊アバレンジャー』挿入歌）
- 気分はMAX!（2003年、『爆竜戦隊アバレンジャー』挿入歌）
- 新剣銃士フランスファイブ（2004年、フランスパロディ作品『新剣銃士フランスファイブ』OP主題歌）
- GO!GO!スピードファントム（2005年、オリジナルDVD作品『スピードファントム』主題歌）
- Song For Magitopia（2005年、『魔法戦隊マジレンジャー THE MOVIE インフェルシアの花嫁』挿入歌）- 水木一郎、影山ヒロノブと歌唱
- FLY OUT! ULTIMATE DAIBOUKEN（2006年、『轟轟戦隊ボウケンジャー』挿入歌）
- 伝説（2006年、『轟轟戦隊ボウケンジャーVSスーパー戦隊』主題歌） - MoJo、宮内タカユキと歌唱
- 風よ光よ（2006年、『ライオン丸G』OP主題歌） - ヒデ夕樹の同名曲のアレンジカヴァー
- 押忍!ゲキチョッパー!（2007年、『獣拳戦隊ゲキレンジャー』挿入歌）
- G12!チェッカーフラッグ（2008年、『炎神戦隊ゴーオンジャー』挿入歌）
- 侍合体!シンケンオー（2009年、『侍戦隊シンケンジャー』挿入歌）
- ざっくり戦士ピラメキッド（2010年、『ざっくり戦士ピラメキッド』OP主題歌）
- フェスティバル（2010年、『天装戦隊ゴセイジャー』イメージソング）
- POWER to TEARER（2011年、『仮面ライダーオーズ/OOO』挿入歌） - 渡部秀（「火野映司」名義）とのデュエット
- 勇気バクレツ（2013年、『獣電戦隊キョウリュウジャー』挿入歌） - 五條真由美とのデュエット
- KA・MI・TSU・KE（2014年、『獣電戦隊キョウリュウジャーVSゴーバスターズ 恐竜大決戦! さらば永遠の友よ』挿入歌）
- シュッシュッポッポ! トッキュウジャー（2014年、『烈車戦隊トッキュウジャー』挿入歌）
- 宇宙刑事 NEXT GENERATION（2014年、『宇宙刑事シャリバン NEXT GENERATION』『宇宙刑事シャイダー NEXT GENERATION』主題歌）
- スペース・スクワッド（2017年、『スペース・スクワッド ギャバンVSデカレンジャー』主題歌）- YOFFYとのデュエット
- 正義の兵リベリオン（2017年、『宇宙戦隊キュウレンジャー』挿入歌）- MoJo、宮内タカユキと歌唱
- ギャングラーズパラダイス（2018年、『快盗戦隊ルパンレンジャーVS警察戦隊パトレンジャー』挿入歌）
- 魔進合体キラメイジン（2020年、『魔進戦隊キラメイジャー』挿入歌）
- ダイヤル回せ!ゼンリョクゼンカイオー（2021年、『機界戦隊ゼンカイジャー』挿入歌）

### 映画
- ROLLIN' INTO THE NIGHT 〜マッドマックスのテーマ〜（1979年、『マッドマックス』主題歌）
- JUMP（2012年、『海賊戦隊ゴーカイジャーVS宇宙刑事ギャバン THE MOVIE』主題歌） - 松原剛志とのデュエット
- 宇宙刑事ギャバン -Type G-（2012年、『宇宙刑事ギャバン THE MOVIE』挿入歌）
- KA・MI・TSU・KE（2014年、『獣電戦隊キョウリュウジャーVSゴーバスターズ 恐竜大決戦! さらば永遠の友よ』挿入歌）
- ドラゴン・ロード2014（2014年、『平成ライダー対昭和ライダー 仮面ライダー大戦 feat.スーパー戦隊』主題歌） - 串田アキラ×KAMEN RIDER GIRLS名義
- 烈車戦隊トッキュウジャーサファリ（2014年、『烈車戦隊トッキュウジャー THE MOVIE ギャラクシーラインSOS』挿入歌）- 堀江美都子とのデュエット
- 大群獣ネズラ (2020年、『ネズラ1964』エンディングテーマ）[15]

### ゲーム
- TIME DIVER（2000年、『スーパーロボット大戦α』イメージソング）
- 君は閃光☆THUNDERBOLT（2001年、『スーパー特撮大戦2001』）
- フーリガン（2001年、『フーリガン』主題歌）
- 宇宙特務ディスゼバン（2008年、『宇宙特務ディスゼバン』主題歌）
- G8 RIDE!（2010年、『仮面ライダーバトル ガンバライド』イメージソング）
- めざせ! アニマルカイザー!!（2010年、『百獣大戦アニマルカイザー』イメージソング）
- [O]=All Fight!（オーズ・オール・ファイト）（2010年、『仮面ライダー クライマックスヒーローズオーズ』主題歌）
- 超高速! サボテンダー（2022年、『チョコボGP』挿入歌）

### CMソング
- ロッテ「ごんべえ」
- タカラ「ミクロマン」
- 富士サファリパーク（1980年 - ）
- はごろも缶詰「こつぶ」
- ローソン（1998年）
- コミックとらのあなテーマソング「虎のプライド」（2000年）
- サトームセン（2005年） - じゃがたの歌唱パートを担当。
- 万代書店「買っちゃうマンの唄」（2007年）
- 森永製菓「ハイチュウ」（2008年）
- 森永製菓「チョコモナカジャンボ」（2008年）
- 綜合警備保障「安心戦隊ALSOK」（2011年 - ）
- 北海道立消費生活センター・悪質商法防止キャンペーン「自分を守るぜ! ダマサレンジャー」[16]（2011年）
- ミニストップ「ハロハロ」（2015年）
- 小川珈琲
- 東京メガネ（コーラス参加）
- サッポロビール「麦とホップ」（2019年）[17]

ほか

### その他
- ヘルプ!!ナンジャーマン参上!（幼児番組『なんじゃ・もんじゃ・ドン!』内コーナー『ナンジャーマン』のテーマ曲／1979年） - この曲では「ナンジャ・モンジャ・エクスプレス」の変名を使用した。
- しあわせの限界
- 愛のよろこび
- ドラゴンマンといっしょに（『未来環境防衛隊ドラゴンマン』イメージソング／香川県のローカルヒーロー／2007年）
- THE IDOLM@STER MASTER LIVE 01 REM@STER-A（2008年） - 「おはよう!!朝ご飯」（REM@STER-A Version、歌：双海真美〈声：下田麻美〉）のゲストヴォーカル。
- 一件落着ゴ用心（2017年、テレビアニメ『AKIBA'S TRIP -THE ANIMATION-』OP主題歌） - イヤホンズのゲストヴォーカル。楽曲内で司令官 役で参加している。
- 翼を持つ者 〜Not an angel Just a dreamer〜（2017年、日本動画協会「アニメNEXT_100」プロジェクト公式ソング）[注釈 3]
- みんなのGOGO!CHANCE（パチスロアイムジャグラーEX 6号機）BIGボーナス終了後、５５ゲームのビックボーナスで発生するプレミア演出の中でもレア。

## 出演
以下のほか、アニメ関連のイベントにゲストとしてたびたび招聘されている。

### バラエティ
- 快進撃TVうたえモン（フジテレビ） 出演時の肩書きは「アニメソング界の武闘派」。スタジオでは『キン肉マン Go Fight!』『宇宙刑事ギャバン』を熱唱した。
- 松本伊代のキラキラ80's（MONDO21）
- あの遊びをバージョンアップ! キスマイGAME（テレビ朝日、2015年7月15日放送）
- おはスタ（テレビ東京、2019年5月27日放送）
- 相席食堂（朝日放送テレビ、2022年11月15日放送）

### テレビアニメ
- 砂ぼうず 第2話（2004年）挿入歌「砂ぼうずの歌」「雨蜘蛛の歌」歌唱、村の長老 役[18]
- THE IDOLM@STER 第7話（2011年）ヤキニクマン 役
- RobiHachi（2019年）ヒザクリガー 役

### テレビドラマ
- おれは男だ!（1971年 - 1972年）アキラ（スナックセブン従業員）
- 飛び出せ!青春（1972年 - 1973年）太陽学園学生
- 仮面ライダーオーズ/OOO（2010年 - 2011年） - オースキャナー音声

### 映画
- 仮面ライダーシリーズ（2010年 - 、東映） - オースキャナー音声
  - 仮面ライダーW FOREVER AtoZ/運命のガイアメモリ（2010年）
  - 仮面ライダー×仮面ライダー オーズ&ダブル feat.スカル MOVIE大戦CORE（2010年）
  - オーズ・電王・オールライダー レッツゴー仮面ライダー（2011年）
  - 劇場版 仮面ライダーオーズ WONDERFUL 将軍と21のコアメダル（2011年）
  - 仮面ライダー×仮面ライダー フォーゼ&オーズ MOVIE大戦MEGA MAX（2011年）
  - 仮面ライダー×スーパー戦隊 スーパーヒーロー大戦（2012年） - ゴーカイガレオンバスター音声
  - 仮面ライダー×仮面ライダー ウィザード&フォーゼ MOVIE大戦アルティメイタム（2012年）
  - 平成ライダー対昭和ライダー 仮面ライダー大戦 feat.スーパー戦隊（2014年）
- 劇場版 トリコ 美食神の超食宝（2013年、東映） - 串田アキラの声（本人役）

### オリジナルビデオ
- 宇宙刑事シャイダー NEXT GENERATION（2014年） - カフェのマスター 役（友情出演）

### ゲーム
- スーパーヒーロージェネレーション（2014年、PS3、PS Vita） - オースキャナー 役

### ミュージックビデオ
- イヤホンズ 『一件落着ゴ用心』（2017年、EVIL LINE RECORDS） - 司令官 役（客演）

### その他
- Go to the NEW STAGE! THE IDOLM@STER 3rd ANNIVERSARY LIVE（2008年）特別ゲスト「ヤキニクマン」として出演
- AKIBA'S FESTIVAL（2017年5月20日 神奈川県民ホール）
- COMPLETE SELECTION MODIFICATION OOO DRIVER（2018年6月、玩具） - システム音声　役
- イヤホンズ3周年記念ライブツアー『Some Dreams Tour 2018 -新次元の未来泥棒ども-』東京公演（2018年7月7日 豊洲PIT）